# Ли Гён Гын
Ли Гён Гын (кор. 이경근; род. 17 мая 1963, Республика Корея) — южнокорейский дзюдоист, чемпион Олимпийских игр, чемпион Азиатских игр, призёр чемпионата мира.

## Биография
В 1984 году стал обладателем «бронзы» на розыгрыше Кубка мира в Вене. В 1985 году также был третьим на турнире Tournoi de Paris и завоевал серебряную медаль на чемпионате мира. В том же году стал победителем турнира US Open Colorado Springs. 1986 год начал с победы на престижном турнире Matsutaro Shoriki Cup в Токио, стал чемпионом Азиатских игр и снова остался третьим на турнире в Париже. В 1987 году был третьим на турнире German Open, и первенствовал на турнире Pacific Rim Judo Championships.
Был выбран для участия Летних Олимпийских играх 1988 года в Сеуле. В его категории боролись 42 дзюдоиста. Борец, победивший во всех схватках группы выходил в финал, где встречался с борцом из другой группы. Проигравшие финалистам, начиная с четвертьфинала, встречались в «утешительных» схватках, по результатам которых определялись бронзовые призёры. Корейский борец рассматривался в числе претендентов на медали, но явным фаворитом категории был Ёсуке Ямамото, чемпион мира. Однако японец до финала не дошёл. Корейский борец уверенно дошёл до финала, лишь в четвертьфинале победив по предпочтению судей. Финальная схватка получилась очень закрытой и кореец победил только по предпочтению судей.
| Круг  | Соперник           | Страна    | Итог   | С оценкой                        | Продолжительность |
| ----- | ------------------ | --------- | ------ | -------------------------------- | ----------------- |
| 1/16  | Драгомир Бечанович | Югославия | Победа | иппон                            | 0:37              |
| 1/8   | Клаудио Хафузо     | Аргентина | Победа | вадза-ари вадза-ари авасэт иппон | 1:15              |
| 1/4   | Брюно Карабетта    | Франция   | Победа | юсей-гати                        | 5:00              |
| 1/2   | Тамаш Бужко        | Венгрия   | Победа | иппон                            | 3:33              |
| Финал | Януш Павловский    | Польша    | Победа | юсей-гати                        | 5:00              |

Осенью того же года, перейдя в категорию до 71 килограмма, победил на турнире US Open Colorado Spring, в 1989 году победил на турнире ASKO World Tournament и оставил карьеру.